# غايب (فين)
غایب (بالفارسية: غایب) هي قرية تقع في إيران في قسم فين الريفي.